# Verse

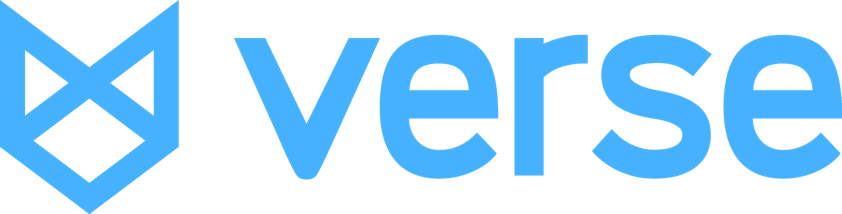
Logo de l'aplicació de Verse, en format blau.

Verse va ser una entitat de pagament amb seu a Barcelona i San Francisco. L'empresa ha creat una aplicació per a dispositius mòbils que permet fer transaccions econòmiques immediates, des de qualsevol punt geogràfic, independentment de la moneda i sense la necessitat d'un compte bancari.
Un altre fet que caracteritza aquesta aplicació és el seu factor social: permet crear esdeveniments on s'inclou el nom, una imatge i els diners que es volen recaptar. D'aquesta manera, es poden aconseguir els fons necessaris d'una manera bastant simple.
Aquesta aplicació està pensada principalment per a fer transaccions entre grups d'amics i persones conegudes.
Una de les últimes característiques recentment afegides és la possibilitat de personalitzar el VerseTag, així és com s'anomena el nom d'usuari de tots aquells que utilitzen Verse. El nom segueix sempre el patró $exemple, d'aquesta manera, l'usuari s'evita haver de donar el seu número de telèfon per a realitzar les transaccions.
Va tancar el 13 de setembre de 2023.